# Norwegian International 1989
Die Norwegian International 1989 im Badminton fanden vom 11. bis zum 12. November 1989 in Sandefjord statt.

## Finalergebnisse
| Disziplin    | Sieger                             | Finalist                            | Ergebnis          |
| ------------ | ---------------------------------- | ----------------------------------- | ----------------- |
| Herreneinzel | Thomas Stuer-Lauridsen             | Michael Søgaard                     | 18–15, 15–10      |
| Dameneinzel  | Camilla Martin                     | Irina Serova                        | 11–3, 11–2        |
| Herrendoppel | Erik Lia Hans Sperre jr.           | Manfred Mellqvist Stellan Österberg | 15–2, 11–15, 15–9 |
| Damendoppel  | Camilla Martin Lotte Olsen         | Svetlana Belyasova Irina Serova     | 15–10, 15–10      |
| Mixed        | Thomas Stuer-Lauridsen Lotte Olsen | Lars Pedersen Anne Mette Bille      | 15–9, 15–7        |